# Singly na prvním místě v roce 2014 (USA)
Seznam singlů, které obsadily první místo v Billboard Hot 100 v roce 2014.
| Období        | Píseň                 | Umělec                       |
| ------------- | --------------------- | ---------------------------- |
| 4. ledna      | „The Monster“         | Eminem feat. Rihanna         |
| 11. ledna     | „The Monster“         | Eminem feat. Rihanna         |
| 18. ledna     | „Timber“              | Pitbull feat. Kesha          |
| 25. ledna     | „Timber“              | Pitbull feat. Kesha          |
| 1. února      | „Timber“              | Pitbull feat. Kesha          |
| 8. února      | „Dark Horse“          | Katy Perry feat. Juicy J     |
| 15. února     | „Dark Horse“          | Katy Perry feat. Juicy J     |
| 22. února     | „Dark Horse“          | Katy Perry feat. Juicy J     |
| 1. března     | „Dark Horse“          | Katy Perry feat. Juicy J     |
| 8. března     | „Happy“               | Pharrell Williams            |
| 15. března    | „Happy“               | Pharrell Williams            |
| 22. března    | „Happy“               | Pharrell Williams            |
| 29. března    | „Happy“               | Pharrell Williams            |
| 6. dubna      | „Happy“               | Pharrell Williams            |
| 5. dubna      | „Happy“               | Pharrell Williams            |
| 19. dubna     | „Happy“               | Pharrell Williams            |
| 26. dubna     | „Happy“               | Pharrell Williams            |
| 3. května     | „Happy“               | Pharrell Williams            |
| 10. května    | „Happy“               | Pharrell Williams            |
| 17. května    | „All of Me“           | John Legend                  |
| 24. května    | „All of Me“           | John Legend                  |
| 31. května    | „All of Me“           | John Legend                  |
| 7. června     | „Fancy“               | Iggy Azalea feat. Charli XCX |
| 14. června    | „Fancy“               | Iggy Azalea feat. Charli XCX |
| 21. června    | „Fancy“               | Iggy Azalea feat. Charli XCX |
| 28. června    | „Fancy“               | Iggy Azalea feat. Charli XCX |
| 5. července   | „Fancy“               | Iggy Azalea feat. Charli XCX |
| 12. července  | „Fancy“               | Iggy Azalea feat. Charli XCX |
| 19. července  | „Fancy“               | Iggy Azalea feat. Charli XCX |
| 26. července  | „Rude“                | Magic!                       |
| 2. srpna      | „Rude“                | Magic!                       |
| 9. srpna      | „Rude“                | Magic!                       |
| 16. srpna     | „Rude“                | Magic!                       |
| 23. srpna     | „Rude“                | Magic!                       |
| 30. srpna     | „Rude“                | Magic!                       |
| 6. září       | „Shake It Off“        | Taylor Swift                 |
| 13. září      | „Shake It Off“        | Taylor Swift                 |
| 20. září      | „All About That Bass“ | Meghan Trainor               |
| 27. září      | „All About That Bass“ | Meghan Trainor               |
| 4. října      | „All About That Bass“ | Meghan Trainor               |
| 11. října     | „All About That Bass“ | Meghan Trainor               |
| 18. října     | „All About That Bass“ | Meghan Trainor               |
| 25. října     | „All About That Bass“ | Meghan Trainor               |
| 1. listopadu  | „All About That Bass“ | Meghan Trainor               |
| 8. listopadu  | „All About That Bass“ | Meghan Trainor               |
| 15. listopadu | „Shake It Off“        | Taylor Swift                 |
| 22. listopadu | „Shake It Off“        | Taylor Swift                 |
| 29. listopadu | „Blank Space“         | Taylor Swift                 |
| 6. prosince   | „Blank Space“         | Taylor Swift                 |
| 13. prosince  | „Blank Space“         | Taylor Swift                 |
| 20. prosince  | „Blank Space“         | Taylor Swift                 |
| 27. prosince  | „Blank Space“         | Taylor Swift                 |